# Шерстюков, Михаил Михайлович
Михаил Михайлович Шерстюков (род. 27 июня 1988, Горький) — российский хоккеист.

## Биография
Воспитанник хоккея в городе Горький (Нижний Новгород). Карьеру хоккеиста начал в 2005 году в хоккейном клубе «Торпедо» (Нижний Новгород), где провёл 4 сезона, но в основном играл за резервный состав. В основной команде провёл 10 матчей в сезоне 2006/07 в первом дивизионе. Позже перешёл в хоккейный клуб «Саров» из одноимённого города и участвовал в первом дивизионе России (высшая лига, дивизион «Запад»).
С 2010 года играл в Высшей хоккейной лиге в составе клуба «Динамо» (Тверь/Балашиха). В ходе сезона 2013/14 вернулся в хоккейный клуб «Саров»(Саров) и играл за него в ВХЛ до 2016 года.
В 2016 году участвовал в Кубке и чемпионате Казахстана 2016/2017 в составе кокшетауского клуба «Арлан». В сезоне 2017/18 пополнил состав клуба «Алматы» и сыграл 56 матчей, набрал 22 (11+11) очка. В сезоне 2018/19 подписал контракт с усть-каменогорским «Алтай-Торпедо». В сезоне 2019/20 вновь перешёл в «Алматы», а в следующем сезоне перешёл в петропавловский клуб «Кулагер».